# 廉隅
廉 隅（れん ぐう、1886年〈光緒12年〉 –  1972年 〈民国61年〉8月）は、清末民初の司法官・官僚・弁護士・政治家・外交官。別号は勵卿、励清、礪清、勵清。なお、廉偶とも表記されることがあるが、誤りと思われる。清朝と北京政府において大理院推事（判事）などをつとめた有力な司法官であった。また、維新政府や汪兆銘政権（南京国民政府）においても内政・外交の要職を歴任している。

## 事績

### 清朝での経歴
清末の附貢生。京師大学堂進士館に所属していたと見られ、朝廷の指示により海外の大学法科へ留学することになった。日本に留学して、1904年（光緒30年/明治37年）に京都帝国大学法科大学へ外国学生として入学、1906年（光緒32年/明治39年）まで在籍していた。なお、後年の日本の報道・資料では、廉は京都帝国大学を卒業して法学士を取得した、とされているが、京都大学の公的な記録において廉の卒業は確認できない。
その後、廉隅は帰国したと見られ、1906年（光緒32年）に保定の蓮池書院（院長：呉汝綸）内で附設された東文学堂において、野口多内の指導を受けた。1908年（光緒34年）、廉は宮廷試験を受験し、最優等15名の内第4位（85分5厘9毛）という好成績で及第した。同年10月15日（旧暦：光緖34年戊申9月21日癸卯）、海外留学卒業生として廉は法政科進士を授与された。
法政科進士となった後、廉隅は大理院候補従五品推事に任命され、まもなく江庸と共に挙人として登用されている。宣統年間の多くでは大理院額外司員となっていたが、1911年（宣統3年）春時点では憲政編査館の編制局（各科）副科員に在任している。

### 北京政府での経歴
中華民国が成立すると、廉隅は北京政府でまず外交部主事に就任する。また、司法部参事に就任したとも言われる。1912年（民国元年）8月24日には大理院推事に任命された。翌1913年（民国2年）1月24日、浙江高等審判庁庁長署理に任命されたが、同年11月22日に辞任する。
1914年（民国3年）3月10日、廉隅は直隷高等審判庁庁長に任命され、在任期間は6年半の長期にわたった。1920年（民国9年）9月2日、河南高等審判庁庁長署理に異動したが、翌月（10月）31日に病と称して早くも辞任した。
その後の廉隅は天津市で弁護士を開業した。以後、蔣介石国民政府においても任官した様子が見受けられないことから、在野での活動は17年もの長期にわたったことになる。なお、『朝日新聞』報道によれば、日中戦争勃発直前には故郷の無錫にあり、西村眞次の『（世界）古代文化史』を中国語訳していたという。

### 維新政府での活動
日中戦争が勃発すると、廉隅はいったん上海に避難した。その後、梁鴻志による華中での親日政権樹立活動に、廉隅も参加している。
一方、1937年（民国26年）12月に華北で先に 中華民国臨時政府を樹立していた王克敏は、早くから梁鴻志一派と合流して南北統一政権を樹立しようとしていたとされる。この統一政権構想において内政部長と目されたのは梁だが、外交部長と目されたのは廉隅だったという。しかし、中支那方面軍司令官・松井石根らの反対により、この構想は実現しなかった。
1938年（民国27年）3月28日に中華民国維新政府が結局成立し、同年4月9日、廉隅は外交部次長に任命された。なお、外交部長は陳籙であり、法政科進士としては同期だった2人が正副の長をつとめることになった。翌1939年（民国28年）2月19日、陳が国民政府特務に暗殺されると、同月23日に次長の廉が部務代理に急遽就き、4月6日、外交部長署理に特任された。外交部長署理としては天津事件対処が重要案件となり、6月18日には廉自らの名義でイギリスを非難する声明を発した。
ところが廉隅の外交部長署理就任から僅か4か月後（部務代理を含めても半年弱後）の同年8月10日、今度は実業部長・王子恵が突然辞任してしまう。このため、廉は後任として実業部長署理に急遽横滑りし、特任された。以後、維新政府が存続している間は、廉が実業部長署理の地位にあった。実業部長署理としては、日本軍占領地における軍管理工場の中国側への返還が重要課題となり、維新政府最末期の1940年（民国29年）3月に返還が実現した。

### 汪兆銘政権での活動
1940年（民国29年）3月30日、維新政府が汪兆銘（汪精衛）の南京国民政府に合流する。ところが廉隅については、東亜聯盟中国総会監事に就任したことが確認できるのみで、しばらくの間、何故か政権から冷遇されることになった。
1941年（民国30年）2月22日、廉隅は初代駐満洲国大使に任命され、1943年（民国32年）2月9日までこの役職をつとめた（後任は陳済成）。いったん大使在部弁事となり、1945年（民国34年）5月に汪兆銘政権最後の駐日大使に任ぜられた。ただし、駐日大使任命につき発令まではなされた模様だが、実際に来日・着任したかどうかは不明である。

### 晩年
1945年8月の日本の降伏、汪兆銘政権崩壊以降における廉隅の詳細な動向は不明だが、1948年（民国37年）時点では漢奸として指名手配されていた。しかし、最終的には台湾に渡っており、そこで郷長や無錫同郷会会員をつとめている。1972年（民国61年）8月、死去。享年87。